# Liste der Monuments historiques in La Saulsotte
Die Liste der Monuments historiques in La Saulsotte führt die Monuments historiques in der französischen Gemeinde La Saulsotte auf.

## Liste der Immobilien
| Bezeichnung            | Beschreibung                                      | Standort                                  | Kennzeichnung | Schutzstatus | Datum | Bild           |
| ---------------------- | ------------------------------------------------- | ----------------------------------------- | ------------- | ------------ | ----- | -------------- |
| Taubenturm             | Rundturm einer abgegangenen Burg, 15. Jahrhundert | Courtioux, rue de la Maison Brulée (Lage) | PA00078324    | Inscrit      | 1990  | weitere Bilder |
| Menhir La Pierre Aiguë | jungsteinzeitlich                                 | Resson, östlich des Ortes (Lage)          | PA00125378    | Inscrit      | 1993  | weitere Bilder |
| Kapelle Ste-Madeleine  | ab dem 12. Jahrhundert                            | Resson, route de Fouchères (Lage)         | PA00078235    | Inscrit      | 1930  | weitere Bilder |
| Kirche St-Ferréol      | ab dem 13. Jahrhundert                            | La Saulsotte, rue de l’Église (Lage)      | PA00078323    | Inscrit      | 1990  | weitere Bilder |

## Liste der Objekte
| Bezeichnung                     | Beschreibung                                              | Standort                                      | Kennzeichnung | Schutzstatus | Datum     | Bild |
| ------------------------------- | --------------------------------------------------------- | --------------------------------------------- | ------------- | ------------ | --------- | ---- |
| Skulptur Madonna mit Kind       | Kalkstein, farbig gefasst, 16. Jahrhundert                | Liours, in der Kapelle St-Parres (Lage)       | PM10003998    | Inscrit      | 1954      |      |
| Zwei Kredenzen                  | Holz, 18. Jahrhundert; Verbleib unbekannt                 | La Saulsotte, in der Kirche St-Ferréol (Lage) | PM10003999    | Inscrit      | 1980      |      |
| Kirchenfenster                  | bezeichnet 1538                                           | La Saulsotte, in der Kirche St-Ferréol (Lage) | PM10002171    | Classé       | 1907      |      |
| Wandvertäfelung des Chorraums   | Holz, 18. Jahrhundert                                     | La Saulsotte, in der Kirche St-Ferréol (Lage) | PM10002175    | Classé       | 1981      |      |
| Gemälde Maria Magdalena (1)     | Ölfarbe auf Leinwand, 18. Jahrhundert                     | La Saulsotte, in der Kirche St-Ferréol (Lage) | PM10003996    | Inscrit      | 1980      |      |
| Gemälde Maria Magdalena (2)     | Ölfarbe auf Leinwand, 18. Jahrhundert                     | La Saulsotte, in der Kirche St-Ferréol (Lage) | PM10003997    | Inscrit      | 1980      |      |
| Kruzifix                        | Holz, farbig gefasst, 16. Jahrhundert                     | La Saulsotte, in der Kirche St-Ferréol (Lage) | PM10004004    | Inscrit      | 1980      |      |
| Skulptur Heiliger Eligius       | Holz, farbig gefasst, 18. Jahrhundert; Verbleib unbekannt | La Saulsotte, in der Kirche St-Ferréol (Lage) | PM10004005    | Inscrit      | 1980      |      |
| Hauptaltar                      | Altartisch, Altaraufbau und Tabernakel; Marmor, 1766      | La Saulsotte, in der Kirche St-Ferréol (Lage) | PM10002172    | Classé       | 1980      |      |
| Skulptur Heiliger Patroklus     | Kalkstein, 16. Jahrhundert; Verbleib unbekannt            | Liours, in der Kapelle St-Parres (Lage)       | PM10004000    | Inscrit      | unbekannt |      |
| Skulptur Heiliger Sebastian     | Holz, 18. Jahrhundert; Verbleib unbekannt                 | La Saulsotte, in der Kirche St-Ferréol (Lage) | PM10004007    | Inscrit      | 1980      |      |
| Gemälde Heiliger Rochus         | Ölfarbe auf Leinwand, 17. Jahrhundert                     | La Saulsotte, in der Kirche St-Ferréol (Lage) | PM10004008    | Inscrit      | 1980      |      |
| Skulptur Heiliger Abdon         | Kalkstein, farbig gefasst, 17. oder 18. Jahrhundert       | La Saulsotte, in der Kirche St-Ferréol (Lage) | PM10002174    | Classé       | 1980      |      |
| Retabel des Hauptaltars         | Holz, farbig gefasst, 17. Jahrhundert                     | La Saulsotte, in der Kirche St-Ferréol (Lage) | PM10003282    | Classé       | 1980      |      |
| Skulptur Heilige Anna           | Kalkstein, 16. Jahrhundert; Verbleib unbekannt            | Liours, in der Kapelle St-Parres (Lage)       | PM10004001    | Inscrit      | unbekannt |      |
| Küsterbank                      | Holz, bemalt, 17. Jahrhundert; zugehörig PM10004003       | La Saulsotte, in der Kirche St-Ferréol (Lage) | PM10004002    | Inscrit      | 1980      |      |
| Drei Gemälde mit Passionsszenen | Ölfarbe auf Holz, erste Hälfte des 17. Jahrhunderts       | La Saulsotte, in der Kirche St-Ferréol (Lage) | PM10004003    | Inscrit      | 1980      |      |
| Skulptur Heiliger Nikolaus      | Holz, farbig gefasst, 18. Jahrhundert; Verbleib unbekannt | La Saulsotte, in der Kirche St-Ferréol (Lage) | PM10004006    | Inscrit      | 1980      |      |
| Skulptur Heiliger Patroklus     | Kalkstein, farbig gefasst, 18. Jahrhundert                | La Saulsotte, in der Kirche St-Ferréol (Lage) | PM10002173    | Classé       | 1980      |      |